# رود ماتتا
رود ماتتا (انگلیسی: Matta) یک رودخانه در استان یاقوتستان کشور روسیه است.